# Хёфен-бай-Тун
Хёфен-бай-Тун (нем. Höfen bei Thun) — бывшая коммуна в Швейцарии, в кантоне Берн. 
Входила в состав округа Тун. 1 января 2014 года объединена с коммунами Нидерштоккен и Оберштоккен в новую коммуну Штоккен-Хёфен. Население составляет 391 человек (на 31 декабря 2006 года). Официальный код — 930.